# Кен Хенсли
Кенет Уилям Дейвид Хенсли (на английски: Ken Hensley) е британски рокмузикант – пианист, клавирист, китарист и вокал, роден през 1945 година.
Името му става световно популярно като член на т.нар. класически състав на рок групата Юрая Хийп от 1970-те години. Той е автор или съавтор на повечето от превърналите се в класически композиции, песни на групата, сред които: Look at Yourself, Lady in Black, Easy Livin', July Morning и др. Всичко това превръща Хенсли в една от най-значимите фигури в историята на рок музиката.
От 80-те години, музикантът се отдава на солова кариера. След 2000 г. Кен Хенсли неколкократно гостува в България за съвместни проекти и концертни изпълнения с българските рок групи „Сънрайз“ и Б.Т.Р..

## Биография и кариера

### Ранни години
Кен Хенсли е роден на 24 август 1945 година в Лондон, Англия. Има трима братя и една сестра. През 1955 година, семейството се премества в Стивънейдж, Хартфордшър. На 12-годишна възраст започва обучението си с китарата. Първото му изпълнение на живо е през 1960 година във фабриката „The Mentmore Pen Factory“ в Стивънейдж. В последвалите години свири с няколко местни формирования, като с една от групите дори записват няколко песни, но записите понастоящем са изгубени.
През 1965 година, Хенсли губи интерес към соул музиката и формира групата The Gods, заедно с китариста Мик Тейлър, който по-късно ще стане известен с работата си с Ролинг Стоунс. Хенсли е автор на по-голямата част от песните. Той свири на хамонд органа, поема и вокалите. По онова време музикантът застава зад клавишните по стечение на обстоятелствата, тъй като Тейлър свири на китара. Тогава все още никой не предполага, в колко влиятелен музикант ще се превърне с изпълненията си точно на хамонд органа. По едно или друго време в групата се включват музикантите: Грег Лейк (бъдещ член на Кинг Кримсън и Емерсън, Лейк енд Палмър), басистът Пол Нютън (бъдещ член на Юрая Хийп), барабаниста Лий Кърслейк (също бъдещ член на Юрая Хийп), басиста Джон Гласкок (бъдещ член на Джетро Тъл). През 1968 година, The Gods подписват договор с компанията „Columbia Records“ и записват два албума и няколко сингъла.

## Дискография

### Соло албуми
- Proud Words on a Dusty Shelf (1973)
- Eager to Please (1975)
- Free Spirit (1980)
- The Best of Ken Hensley (компилация, 1990)
- From Time to Time (1994)
- A Glimpse of Glory (1999)
- Ken Hensley Anthology (компилация, 2000)
- Running Blind (2002)
- The Last Dance (2003)
- The Wizard's Diary Vol. 1 (компилация, CD/DVD, 2004)
- Cold Autumn Sunday (2005)
- Elements – Anthology 1968 To 2005 (компилация, 2006)
- Inside the Mystery (компилация, 2006)
- Blood on the Highway (2007)
- Live Fire (DVD, 2007)
- Blood on the Highway – Release Concert (на живо DVD, 2008)
- Love & Other Mysteries (2012)
- Live Tales (live, 2013)
- Rare & Timeless (компилация, 2018)
- My Book of Answers (2021)

### С Юрая Хийп
- ...Very 'Eavy ...Very 'Umble (1970)
- Salisbury (1971)
- Look at Yourself (1971)
- Demons and Wizards (1972)
- The Magician's Birthday (1972)
- Uriah Heep Live (на живо, 1973)
- Sweet Freedom (1973)
- Wonderworld (1974)
- Return to Fantasy (1975)
- The Best of Uriah Heep (компилация, 1975)
- High and Mighty (1976)
- Firefly (1977)
- Innocent Victim (1977)
- Fallen Angel (1978)
- Conquest (1980)
- Live at Shepperton '74 (на живо, 1986)
- Live in Europe 1979 (на живо, 1986)
- Still 'Eavy Still Proud (компилация, 1990)
- Rarities From The Bronze Age (компилация, 1991)
- The Lansdowne Tapes (1993)
- A Time of Revelation (1996)
- Live in San Diego 1974 (live, 1997)
- The Magician's Birthday Party (на живо, записан 2001, реализиран 2002)
- Chapter & Verse – The Uriah Heep Story (компилация, 2005)

### С Дъ Годс
- Genesis (1968)
- To Samuel A Son (1969)
- The Gods Featuring Ken Hensley (1976)

### С Хед Машин
- Orgasm (1969)

### С Ту Фейт
- Toe Fat (1970)

### С Уейд
- Weed...! (1971)

### С Блекфут
- Siogo (1983)
- Vertical Smiles (1984)
- KBFH Presents Blackfoot Live 1983 (на живо, 1998)

### С У.А.С.П.
- The Headless Children (1989)

### СДжон Лоутън
- The Return (на живо, 2001)
- Salisbury Live (на живо, 2001)

### С Тревор Хенсли
- For one night only (1995)

### С Джон Уетън
- More Than Conquerors (на живо, 2002)
- One Way Or Another (на живо, 2002)

### СКен Хенсли и Лайв Файър
- Faster (2011)
- Live Fire LIVE (на живо, 2013)
- Trouble (2013)
- Live in Russia (на живо, 2019)

## Видеография
- Baja Prog Live Mexicali (на живо, 2005)[1]
- Live at the Fabrik in Hamburg, Germany (на живо, 2018)[2]